# Friedrich Schmid (Politiker)
Friedrich Schmid (* 19. Dezember 1812 in Möriken-Wildegg; † 5. Januar 1863 in Königsfelden) war ein Schweizer Jurist und Politiker. 

## Leben
Friedrich Schmid studierte an der Universität Heidelberg Rechtswissenschaften. Hier wurde er 1835 Mitglied des Corps Helvetia. Nach Abschluss des Studiums liess er sich als Fürsprecher im Kanton Aargau nieder. Von 1841 bis 1844 war er Bezirksrichter. 1844 wurde er zum Bezirksamtmann in Lenzburg ernannt. Von 1849 bis 1854 war er Oberrichter.
Als liberaler Politiker gehörte er von 1840 bis 1852 dem Aargauer Grossrat an. Von 1849 bis 1856 war er als Vertreter der gemässigten Linken Abgeordneter zum Nationalrat. 1851 war er Mitglied des Aargauer Verfassungsrat. 1854 wurde er in den Regierungsrat des Kantons Aargau gewählt. Nachdem der Aargauer Grosse Rat 1862 Gesetze zur Einbürgerung aargauischer Juden beschlossen hatte, kam es zu einer Protestbewegung, die im Mannlisturm gipfelte, in der der Grosse Rat abberufen und die entsprechenden Gesetze verworfen wurden. Schmid wurde nach Neuwahl des Grossen Rats nicht mehr in den Regierungsrat gewählt. Von 1862 bis zu seinem Tod im Jahre 1863 war er Spitalverwalter der kantonalen Krankenanstalt Königsfelden.